# Christian Ehrich
Christian Ehrich (* 21. Februar 1980 in Frankfurt (Oder)) ist ein deutscher Schauspieler.

## Leben
Christian Ehrich besuchte von 2004 bis 2008 die Hochschule für Schauspielkunst „Ernst Busch“ in Berlin und spielte bereits während seines Studiums am dortigen Deutschen Theater sowie am Maxim Gorki Theater. Von 2008 bis 2011 war er am Deutschen Nationaltheater Weimar engagiert, danach ging er ans Schauspielhaus Düsseldorf. Seit der Spielzeit 2014/15 ist Ehrich Ensemblemitglied am Staatstheater Kassel.
Bekannte Rollen waren bislang die Titelfigur in Georg Büchners Drama Woyzeck, der Luftgeist Ariel in William Shakespeares Komödie Der Sturm oder Marquis von Posa in Don Karlos von Friedrich Schiller, die er in Weimar spielte. In Kassel stand er unter anderem in Yasmina Rezas Drei Mal Leben auf der Bühne, er war Rosenkranz in Shakespeares Hamlet, Aslaksen im Volksfeind von Henrik Ibsen und Bruno Mechelke in Gerhart Hauptmanns Ratten.
Seit Mitte der 2000er-Jahre steht Ehrich gelegentlich vor der Kamera, so hatte er beispielsweise Gastrollen bei den SOKOs in Köln und Stuttgart und spielte in drei Tatort-Folgen. Daneben arbeitet er auch hin und wieder für den Rundfunk.

## Filmografie
- 2006: Neun Szenen
- 2006: Tatort – Kunstfehler
- 2010: Renn, wenn du kannst
- 2010: Goethe!
- 2012: Polizeiruf 110 – Einer trage des anderen Last
- 2012: 3 Zimmer/Küche/Bad
- 2013: Westen
- 2014: Liebe mich!
- 2015: Heil
- 2015: Notruf Hafenkante – Mattes unter Verdacht
- 2015: Rentnercops – Wunder gescheh'n
- 2016: SOKO Köln – Blutiges Brautkleid
- 2016, 2023: SOKO Stuttgart – Tante Emma, Todesbrand
- 2017: Tatort – Sturm
- 2018: Kim hat einen Penis
- 2018: Tatort: Murot und das Murmeltier
- 2019: Tatort: Der gute Weg
- 2020: Polizeiruf 110: Tod einer Toten
- 2021: SOKO Potsdam: Wenn es dunkel wird
- 2021: Das Schwarze Quadrat
- 2022: Ein starkes Team: Schulzeit
- 2023: SOKO Leipzig: Der letzte Wille

## Hörspiele
- 2007: Meg Finn und die Liste der vier Wünsche – Autor: Eoin Colfer – Regie: Gabriele Bigott
- 2007: Das Handy – Autorin: Daniela Böhle – Regie: Jürgen Dluzniewski
- 2008: Tsunami über Deutschland – Autor: Heiner Grenzland – Musik und Regie: Heiner Grenzland
- 2008: Aus den Fugen – Autor: Jiří Polák – Regie: Jürgen Dluzniewski
- 2009: Tötet den Schiedsrichter – Autoren: Gebrüder Presnjakow (Oleg und Wladimir) – Regie: Gabriele Bigott